# Iacutusque
Iacutusque ou Iakutsk (russo:  Якутск; IPA: [jɪˈkutsk]; em iacuta:  Дьокуускай, Jokūskaĭ, pronunciado [ɟokuːskaj]) é uma cidade da Rússia, capital da região da Iacútia, na Sibéria Oriental.
Possui 303 863 habitantes, sendo, assim, a maior cidade do mundo construída sobre o permafrost — um tipo de solo típico da região do Ártico e que fica permanentemente congelado — e é uma região remota com mais de 122 km² de área.

## Clima
Iacutusque é umas das cidades mais frias do mundo. As temperaturas médias anuais são de -21 °C. A cidade possui temperaturas muito variadas, tendo verões e invernos longos por torno de quatro meses. No verão atinge entre 0 °C (32 °F) e 25 °C (77 °F), e no inverno entre -40 °C (-40 °F) e -25 °C (-13 °F), mas as temperaturas podem chegar até -50 graus. 
Iacutusque, juntamente com as cidades russas de Oimiakon e Verkhoiansk, são as únicas cidades no mundo onde a amplitude térmica pode variar mais que 100 °C.
O clima da cidade de Iacutusque é subártico extremo (Dwd), apesar de a latitude ser 62° e a elevação ser menos de 200 metros de altitude.

## História
Foi fundada como um forte cossaco em 25 de setembro de 1632 e não foi realmente uma cidade até que fossem descobertas as reservas de ouro siberianas no fim do século XIX. Estas reservas foram exploradas de forma intensiva durante a industrialização da União Soviética sob o mandato de Stalin, o que contribuiu para o desenvolvimento urbano de Iacutusque.

## Riquezas Naturais
Os habitantes de Iacutusque orgulham-se dizendo que, apesar do frio intenso, a região é tão rica em recursos naturais que, provavelmente, deve conter todos os elementos da tabela periódica. Uma lenda local conta que, quando o Deus da criação estava criando o mundo e distribuindo suas riquezas, ao chegar à Iacútia teve as mãos entorpecidas pelo frio deixando cair lá todas as riquezas. A região é rica em ouro e é responsável por 20% do abastecimento mundial de diamantes brutos, levando-nos a dar crédito à lenda. A cidade possui escritórios de muitas empresas de mineração, incluindo ALROSA, cujas minas de diamante na Iacútia somam cerca de 20% da produção mundial de diamante bruto.

## Esporte
A cidade de Iacutusque é a sede do Estádio Tuymaada e do extinto clube de futebol FC Iakutia, que já participou do Campeonato Russo de Futebol. 